# Старі Яриловичі
Старі Яриловичі — село в Україні, у Добрянській селищній громаді Чернігівського району Чернігівської області. Населення становить 131 осіб. До 2019 орган місцевого самоврядування — Новояриловицька сільська рада.

## Розташування
Село розташоване на півночі Чернігівського району, за 3 кілометри на північний захід від Нових Яриловичів. Фізична відстань до Чернігова — 63 км.
Сусідні населені пункти:

## Історія
Село знаходиться у занедбаному стані, хоча до нього веде асфальтована дорога, на якій в 2016 році було зроблено ямковий ремонт. Центральна вулиця (Першотравнева) також заасфальтована. Більшість жителів — літні люди, молодь практично покинула село. Єдиний магазин вже давно не працює. Покинуті близько третини хат, причому, навіть у центрі села.
12 червня 2020 року, відповідно до розпорядження Кабінету Міністрів України № 730-р «Про визначення адміністративних центрів та затвердження територій територіальних громад Чернігівської області», увійшло до складу Добрянської селищної громади.
19 липня 2020 року, в результаті адміністративно - територіальної реформи та ліквідації Ріпкинського району, село увійшло до складу Чернігівського району Чернігівської області.

## Населення

### Мова
Розподіл населення за рідною мовою за даними перепису 2001 року:
| Мова       | Кількість | Відсоток |
| ---------- | --------- | -------- |
| українська | 109       | 83.21%   |
| російська  | 12        | 9.16%    |
| білоруська | 10        | 7.63%    |
| Усього     | 131       | 100%     |

## Прикордонний статус

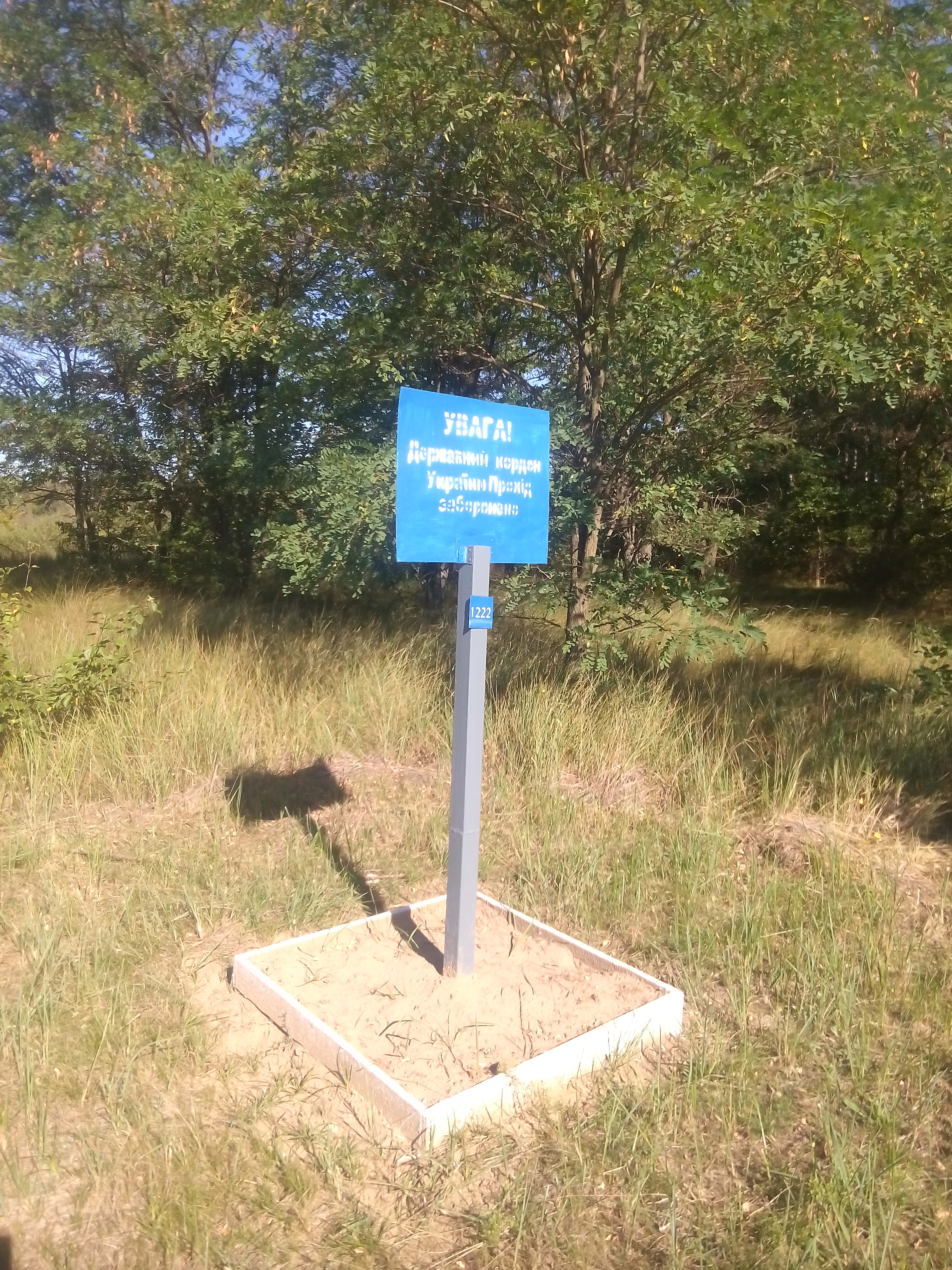
Заборонна табличка біля кордону (за 50 м від річки Сож, за якою знаходиться Білорусь)
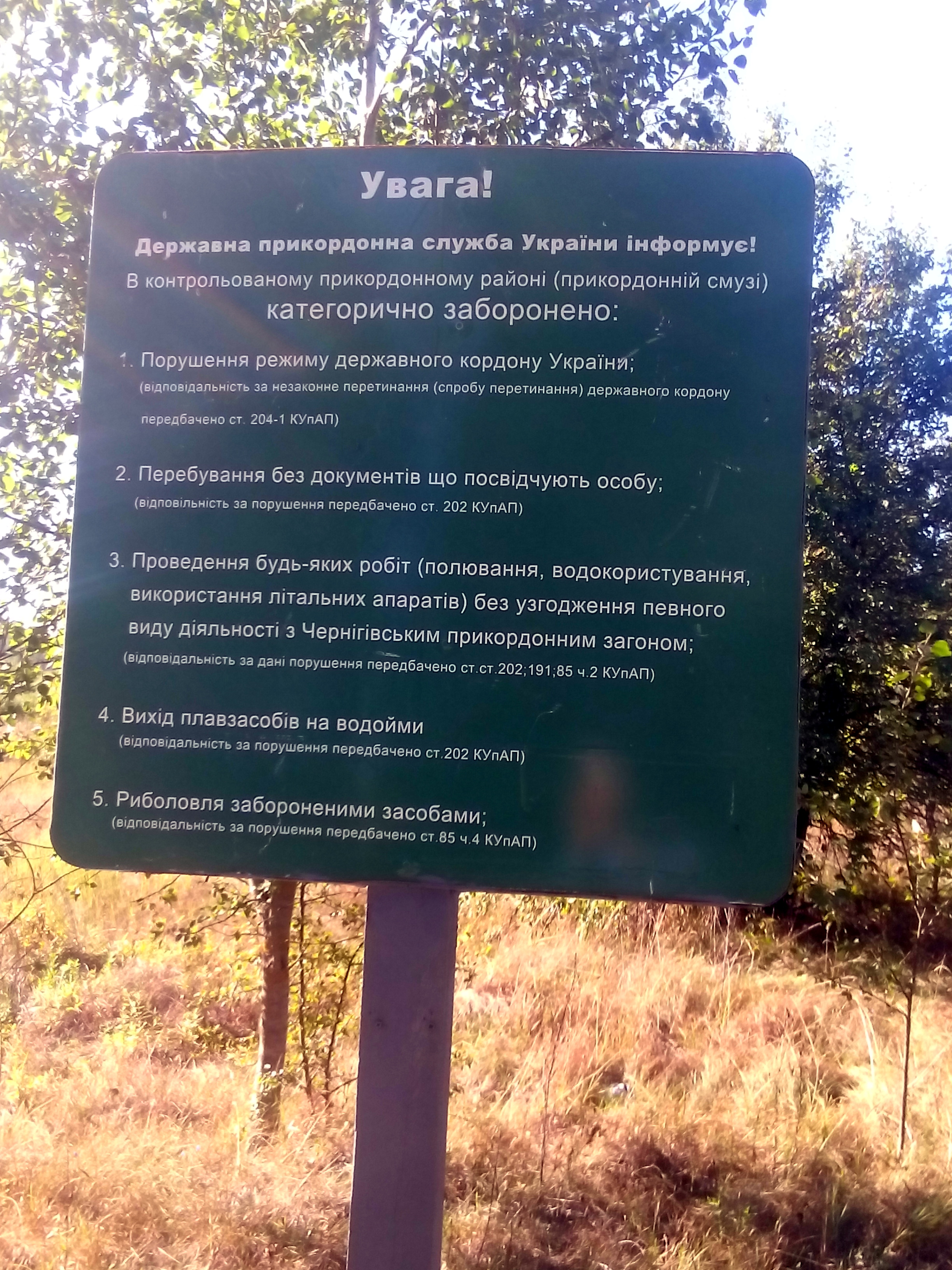
Заборонна табличка

Село на заході має прикордонну смугу із Білоруссю. Про це інформують спеціальні таблички. У зв'язку з цим заборонено полювати в лісах, рибалити в річці, купатися теж заборонено. Навіть підходити до річки Сож теж заборонено, що однак не виконується місцевими жителями — вони купаються в річці та ловлять рибу. Через заборону на полювання на озерах біля села розмножилася водоплавна птиця.

## Вулиці
- Першотравнева (центральна, асфальтована) — від в'їзду до села від траси Е95 і до кінця села; від в'їзду і на більшій частині асфальтована, далі — ґрунтова. Єдина асфальтована вулиця села;
- Комсомольська — перпендикулярно до Першотравневої, проходить через центр села;
- Партизанська — на півдні села;
- Чапаєва — найпівденніша вулиця села.

## Відомі люди

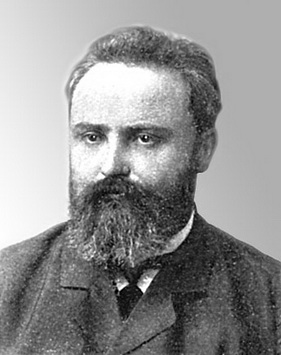
Петро Добровольський

Петро Добровольський — історик, музейник, архівіст, краєзнавець.

## Галерея

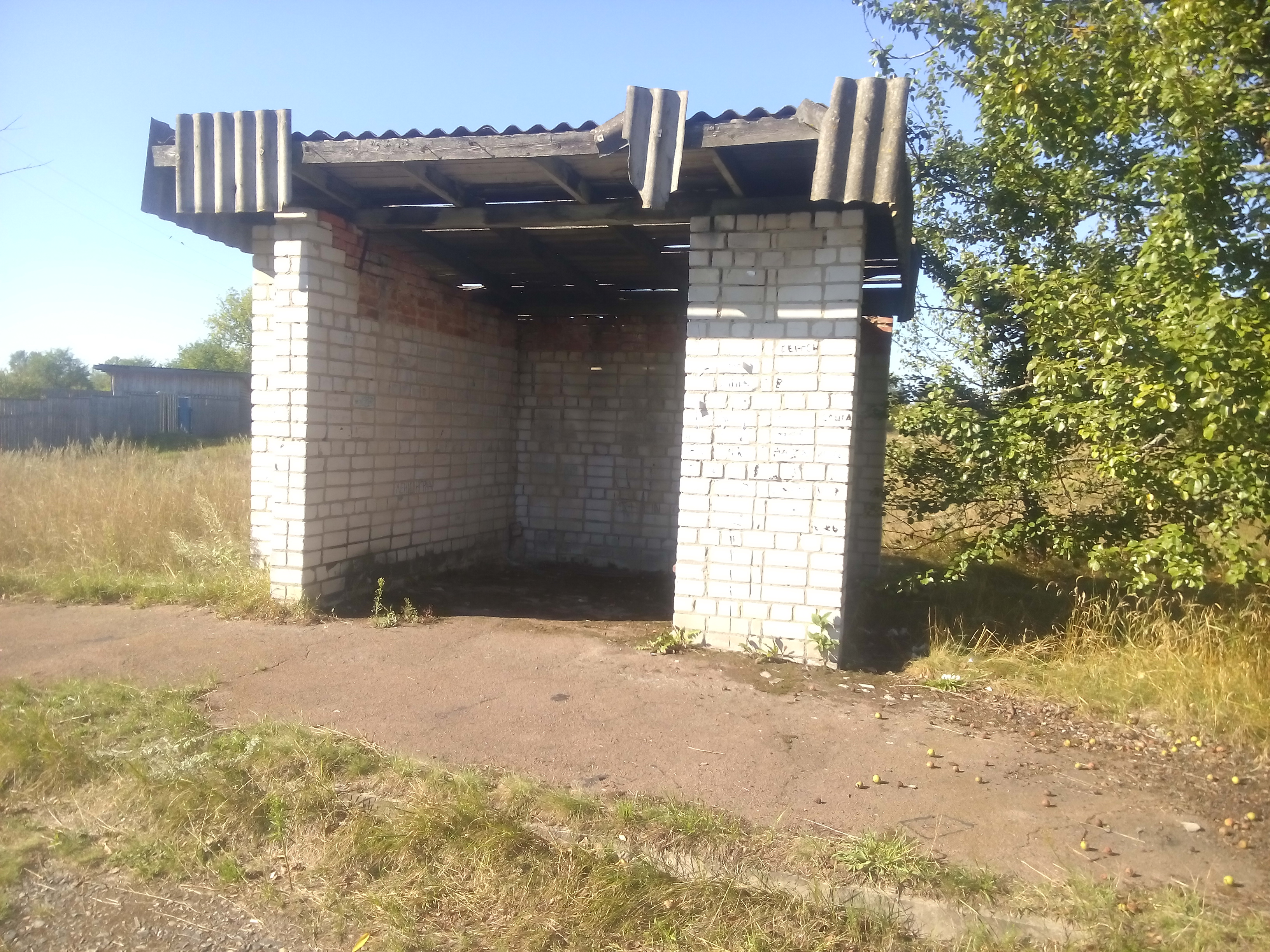
Зруйнована автобусна зупинка
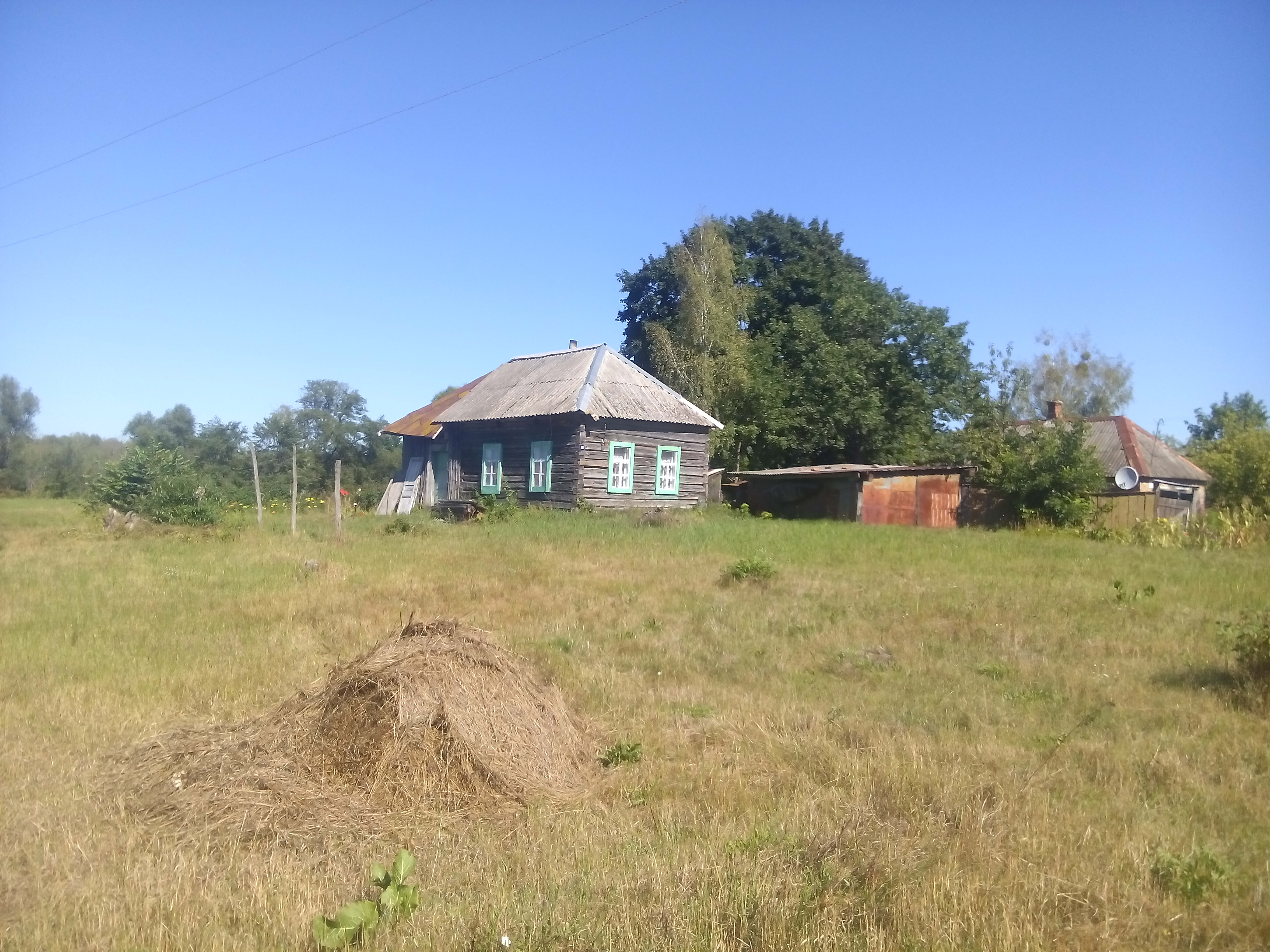
Типова хата
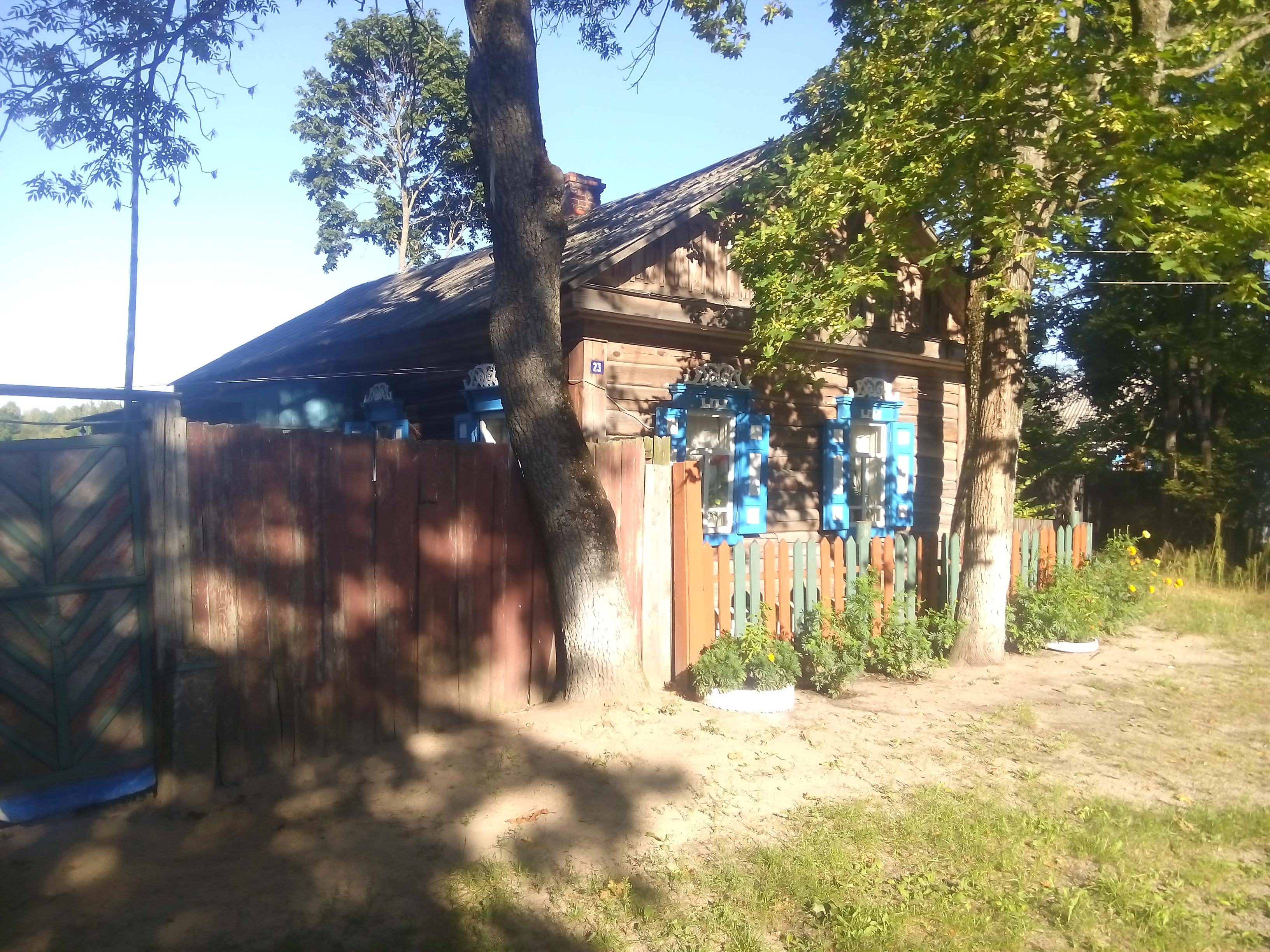
Типова вулиця
Пам’ятник полеглим воїнам у Другій світовій війні у центрі села, на кладовищі
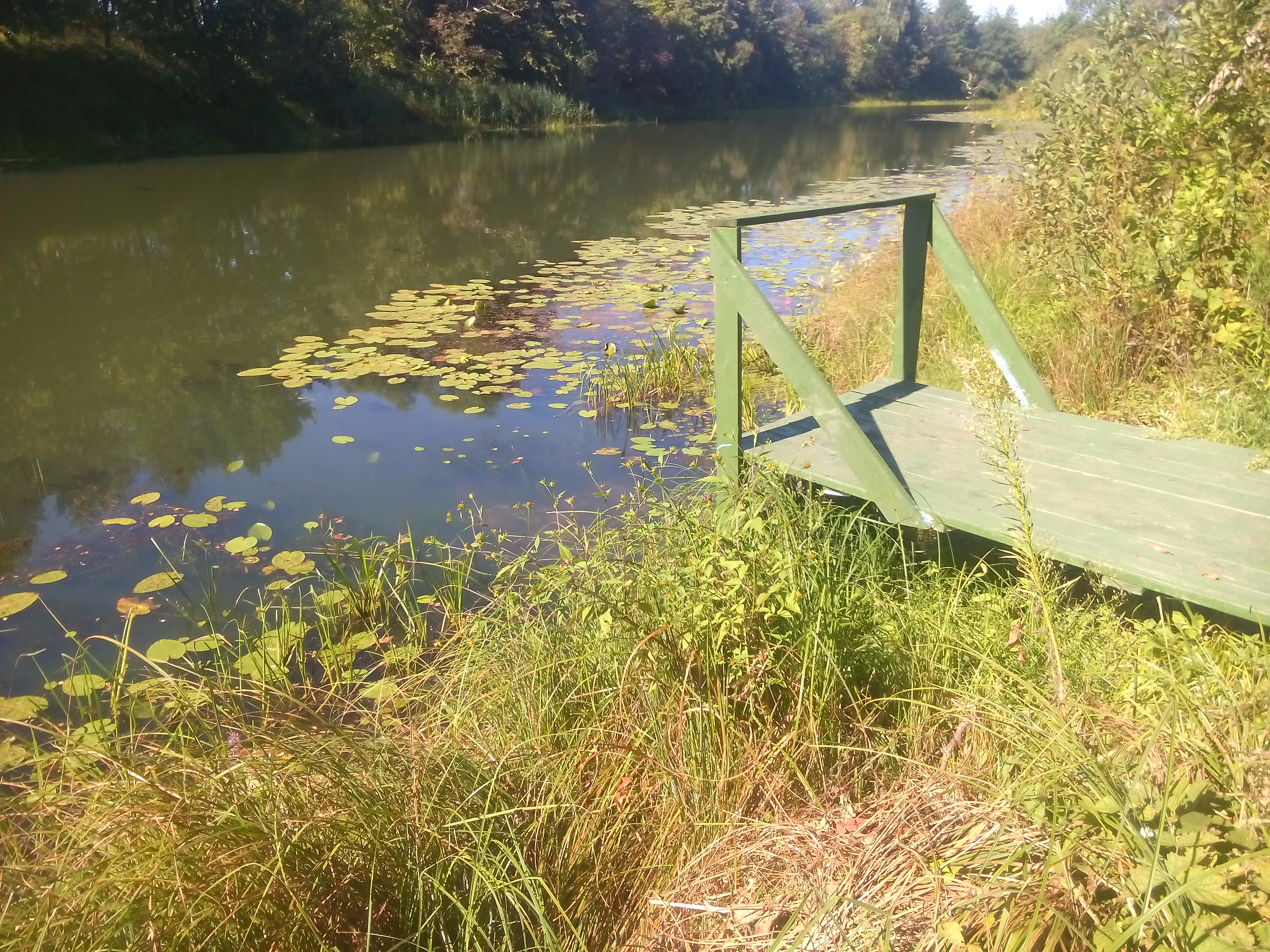
Озеро (в селі) із містком - видно, що води стало на 1 м менше за останні роки
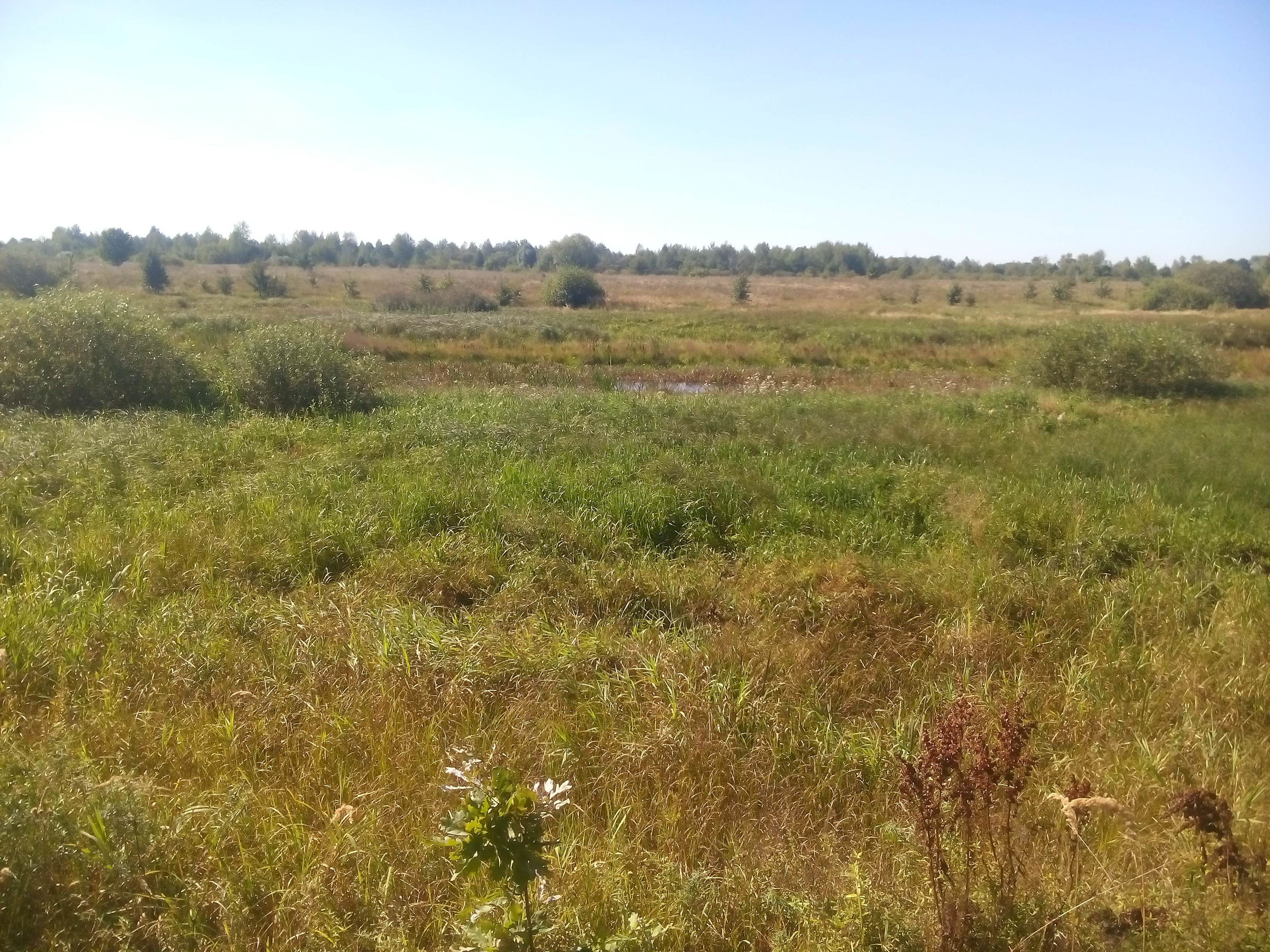
Болотисте озеро за селом
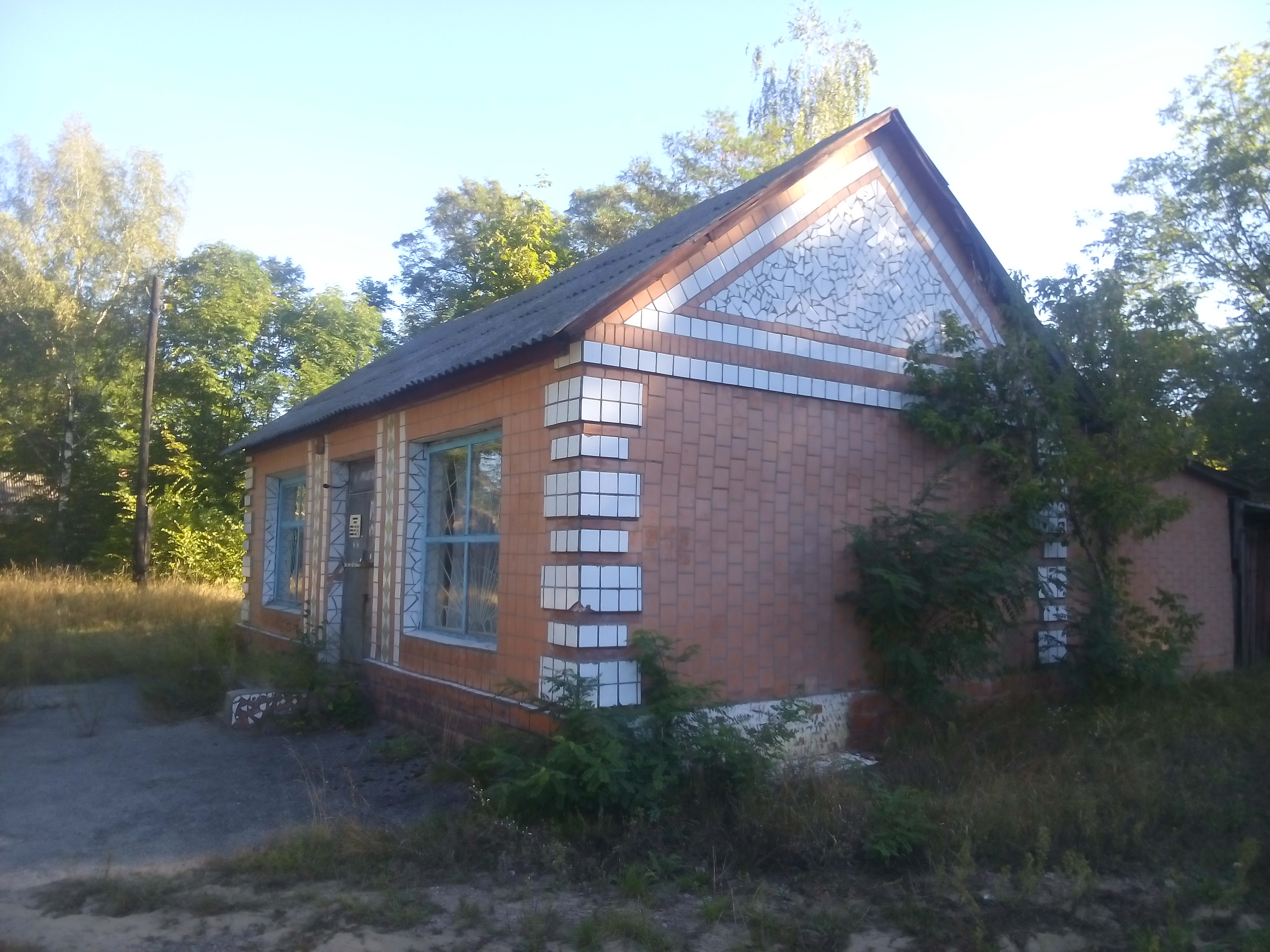
Покинутий магазин
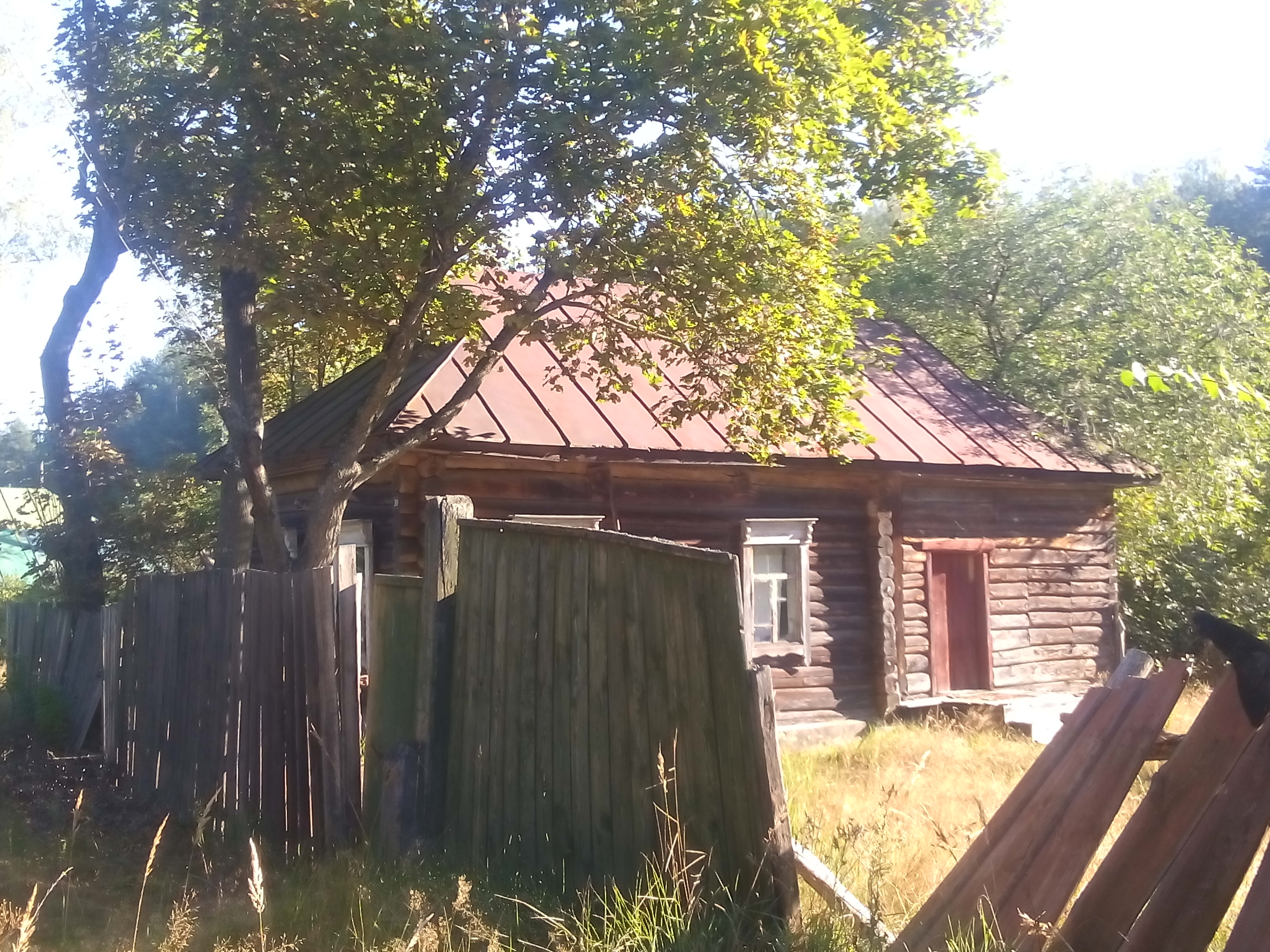
Покинута хата
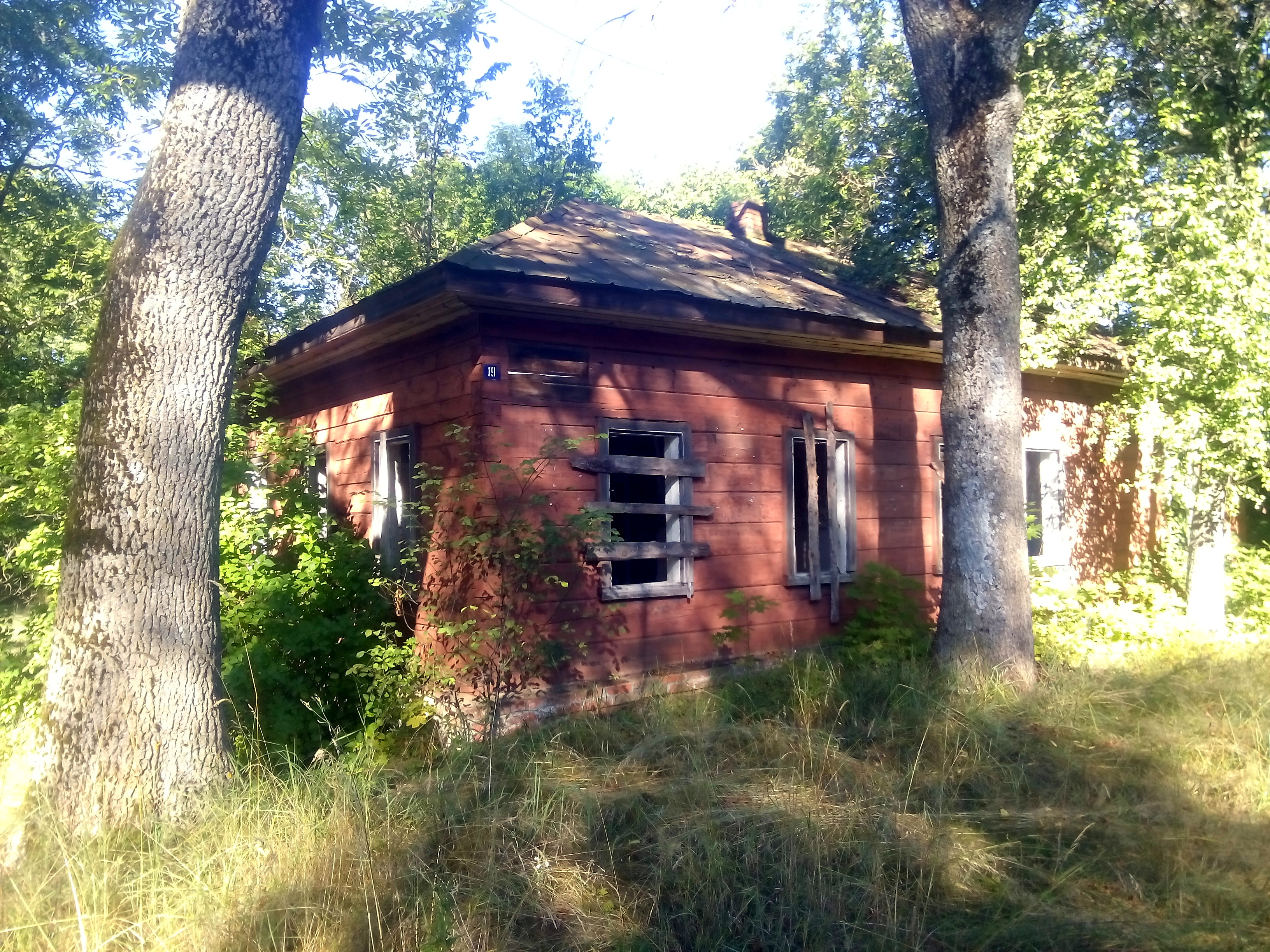
Покинута хата у центрі села
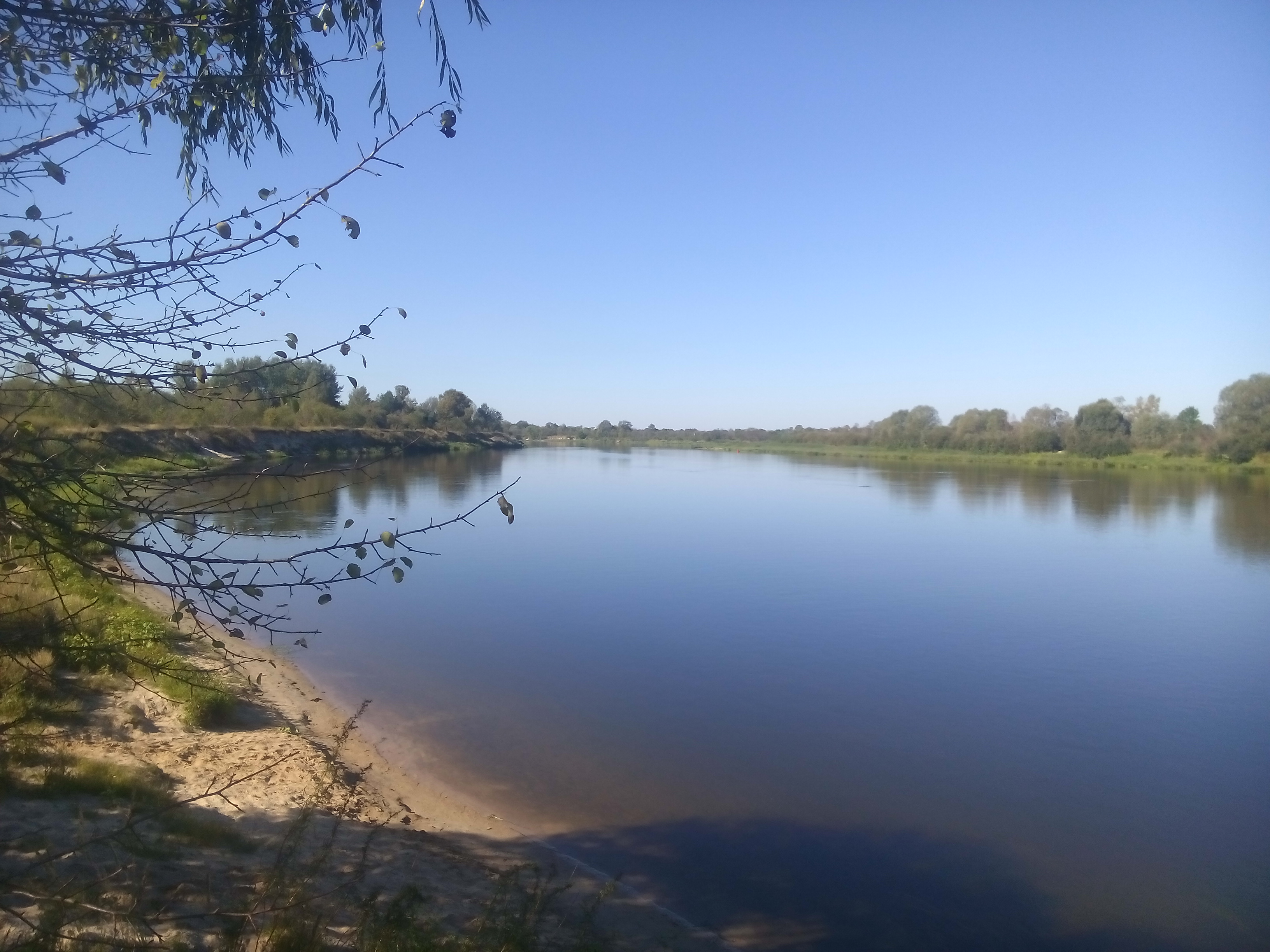
річка Сож за селом
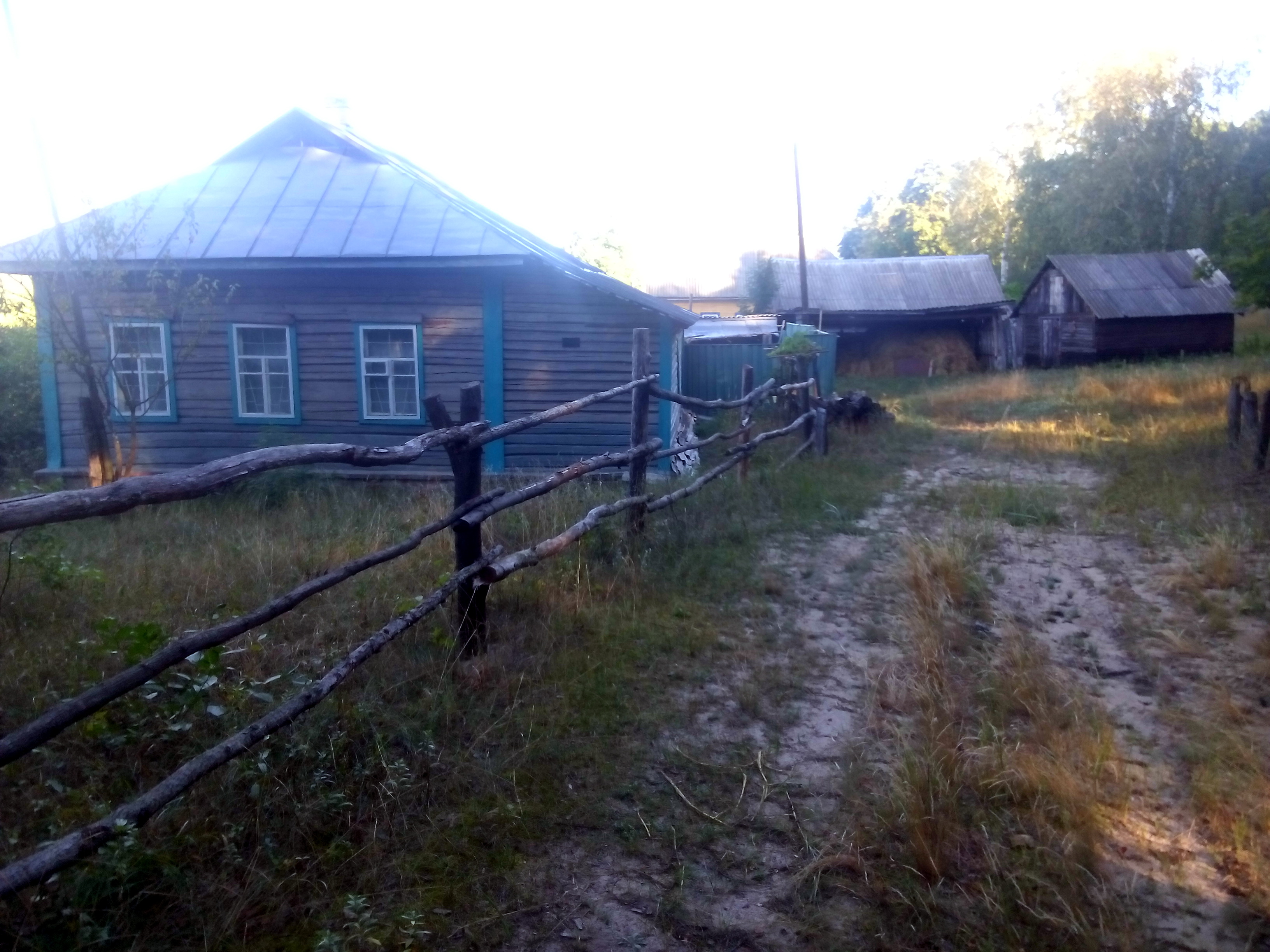
Дерев’яна хата із сараями, вул. Комсомольська
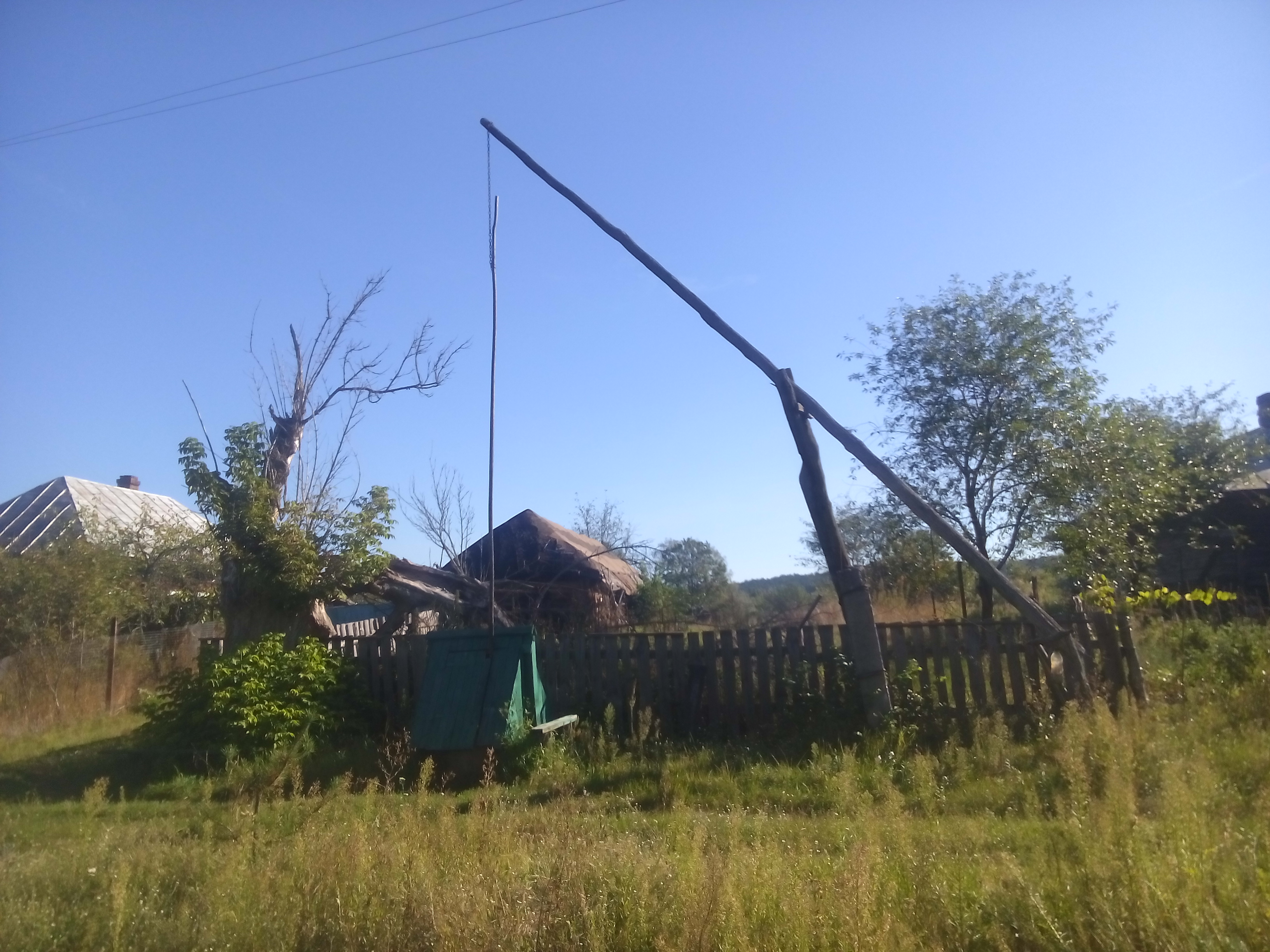
Криниця-журавель
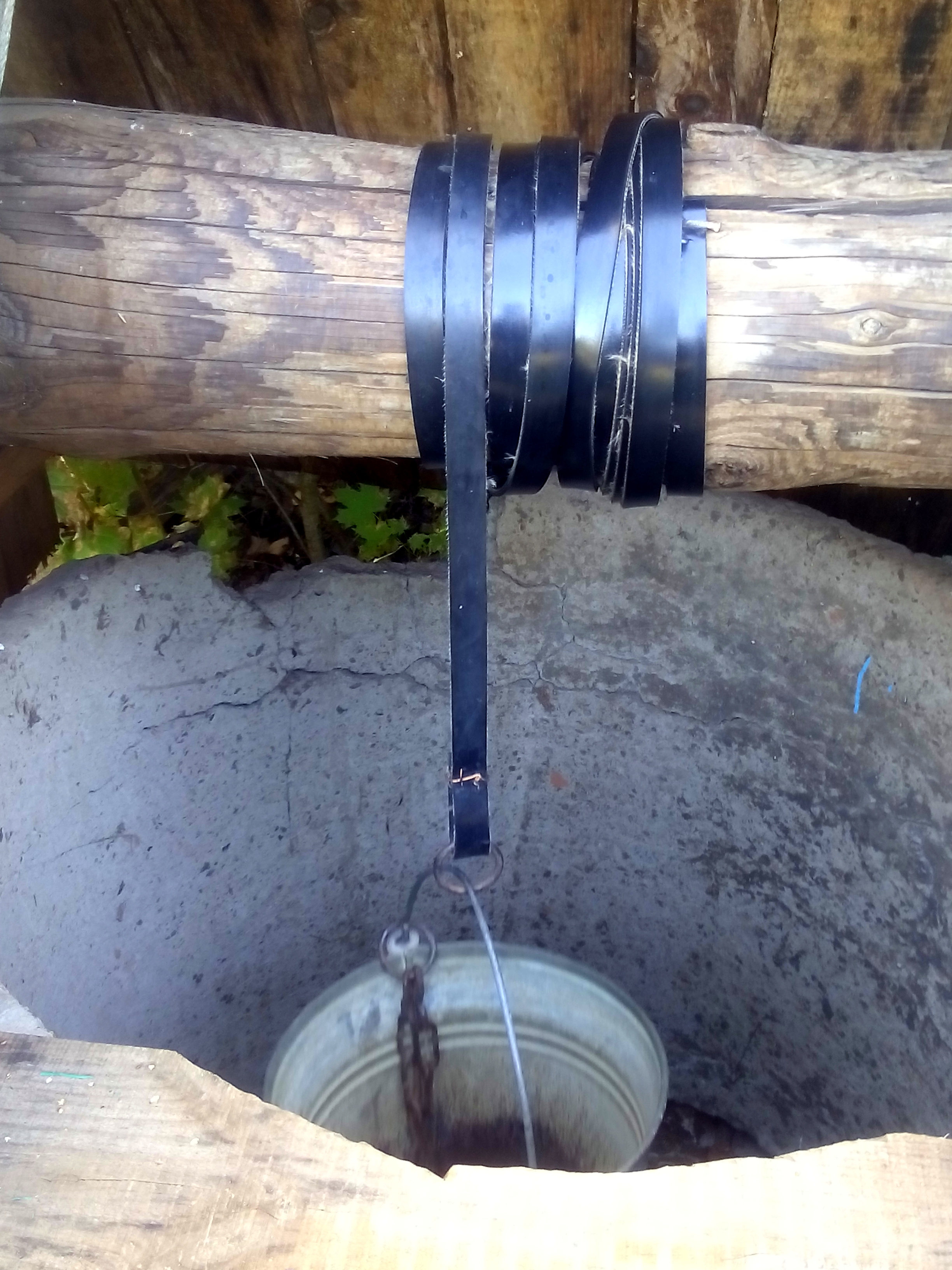
Сучасніший варіант криниці
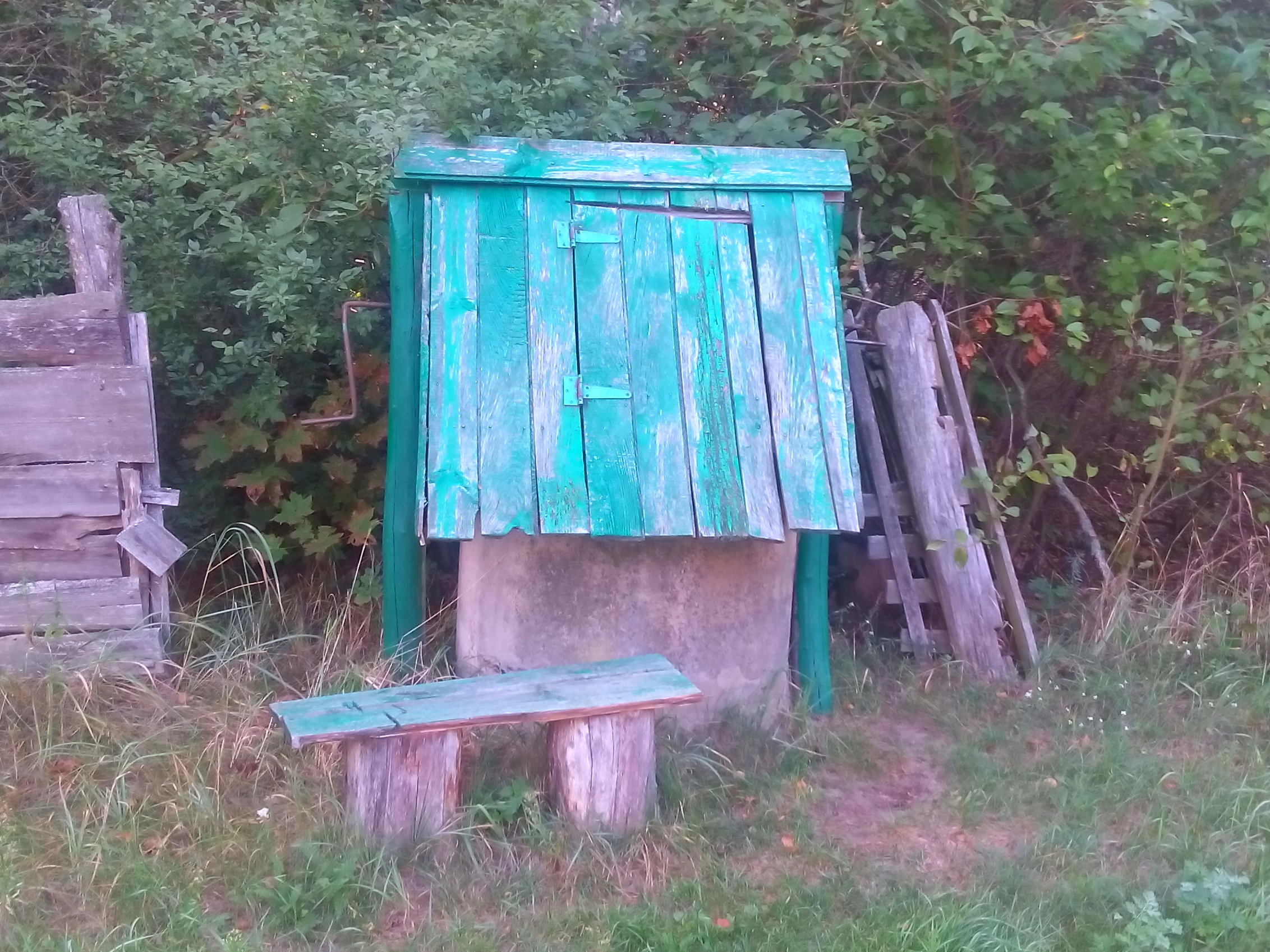
Сучасніший варіант криниці
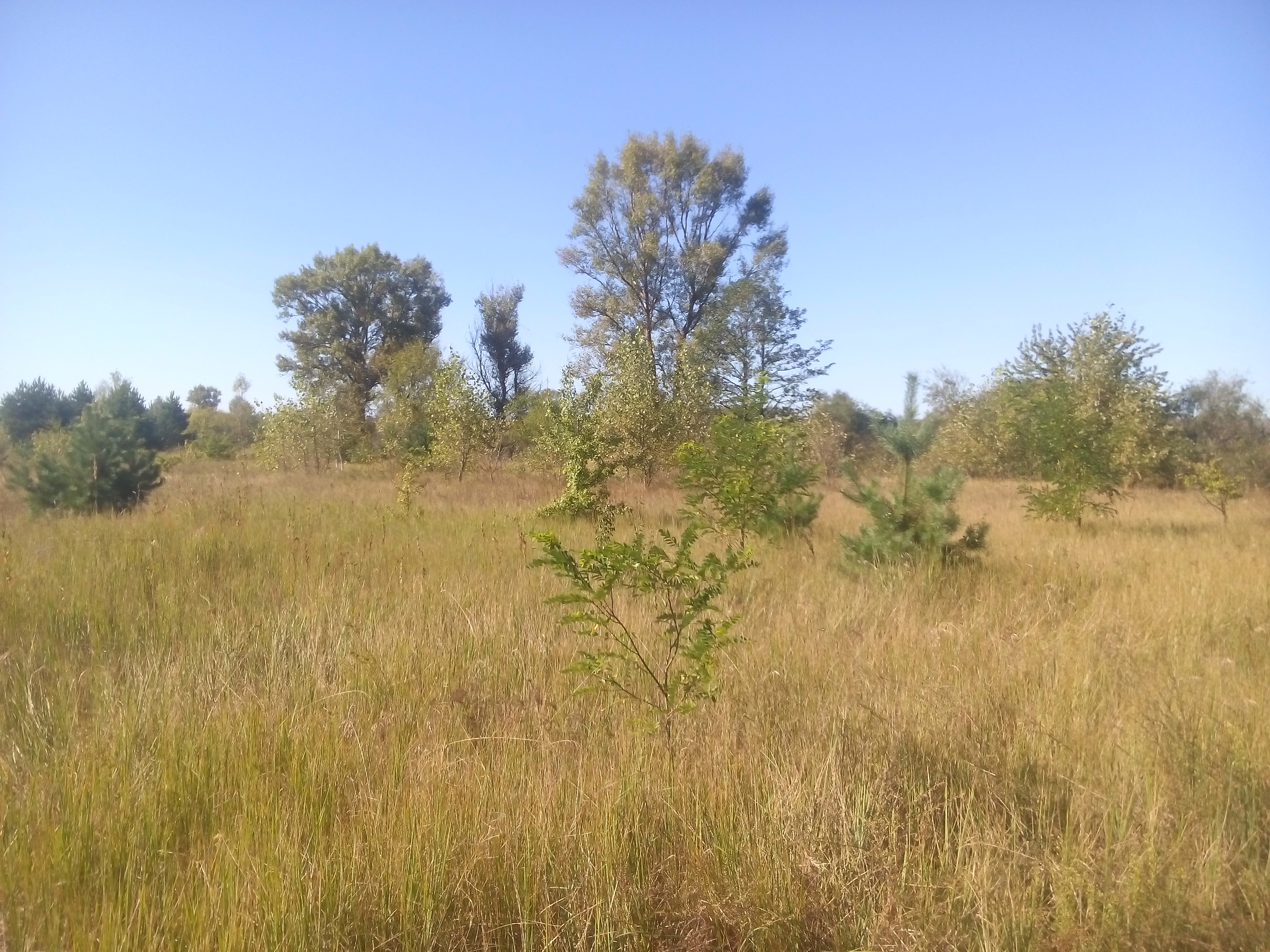
Краєвиди за селом
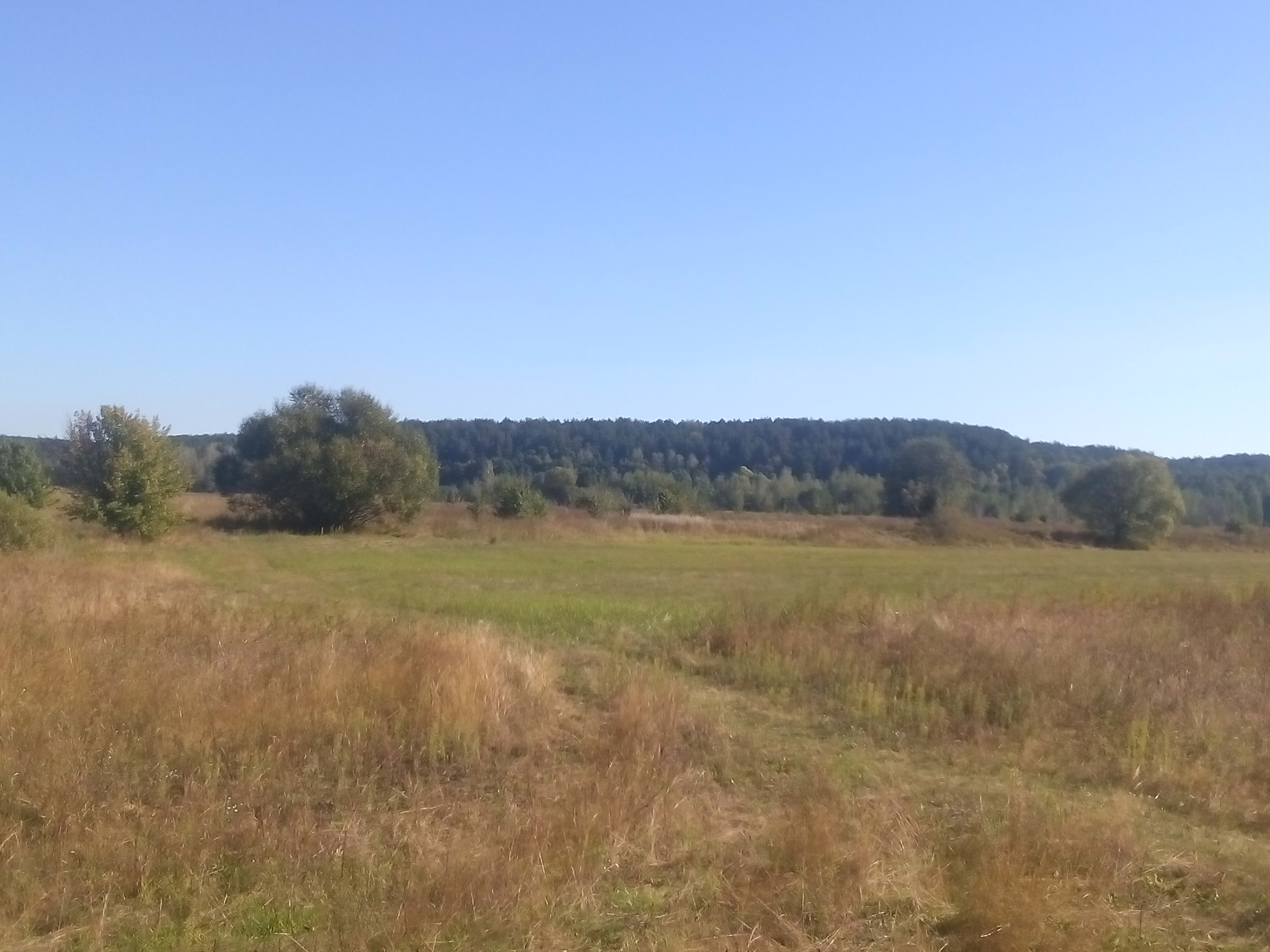
Ліс на схід від села
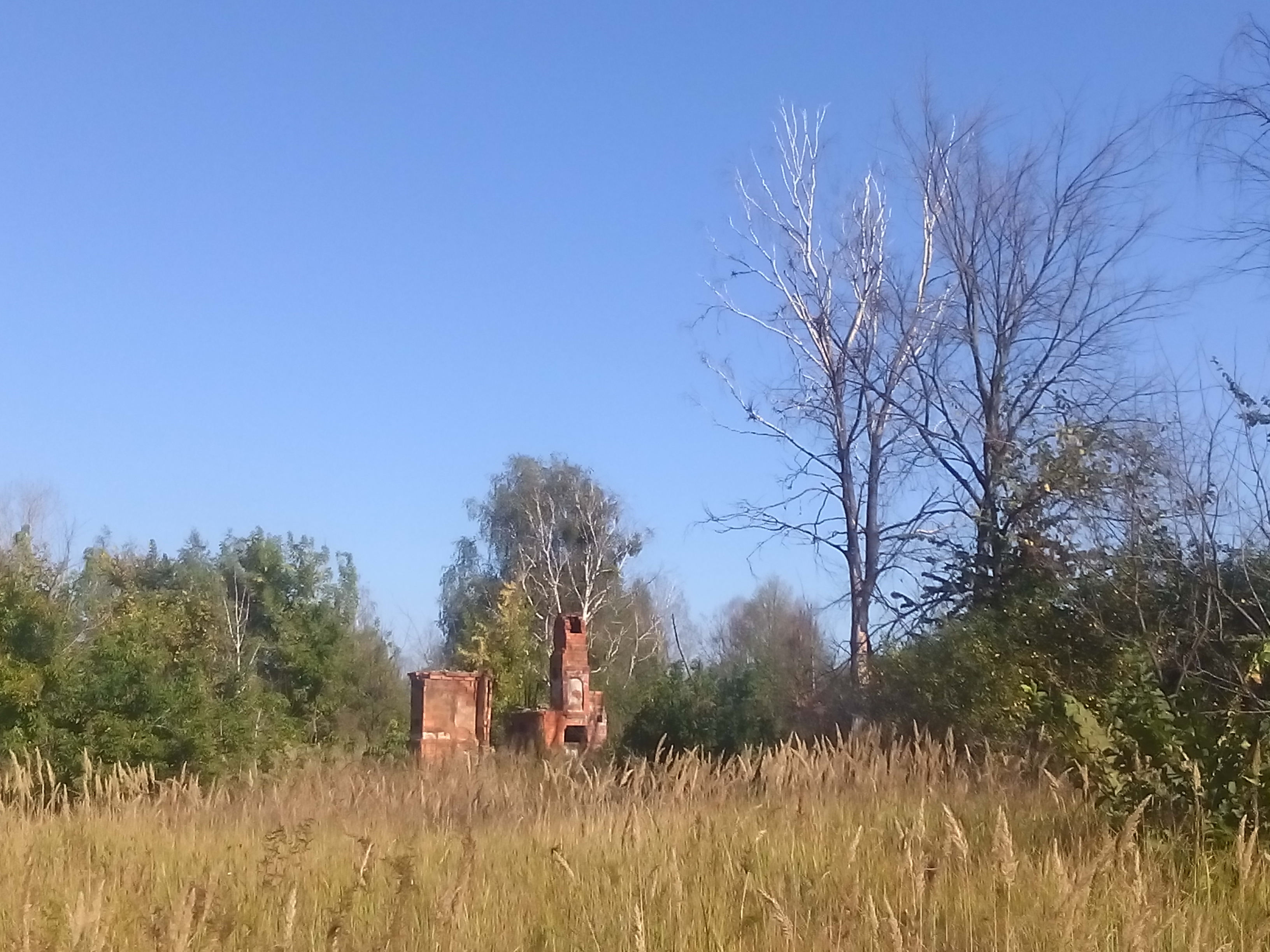
Масштаби руйнування села такі, ніби після війни. Залишки хати у 2016 році